# 에리다누스자리 58
에리다누스자리 58은 에리다누스자리에 있는 주계열성이다. 이 별은 유사 태양으로 분류되며, 태양과 물리적 제원이 유사하다. 에리다누스자리 58은 천구상에서 비교적 큰 수치의 고유운동을 보여주며, 지구에서 44광년 떨어져 있다.
이 항성의 코로나에서 나오는 엑스선을 통해 항성의 나이가 109년임을 알 수 있으며, 태양의 46억 년과 비교해 볼 때, 질량에 비하여 젊은 편에 속한다. 흑점 활동도 포착되었으며 그 정도는 해마다 다르다.
먼지 조각으로 된 별주위 원반이 에리다누스자리 58 주변에서 발견되었다.

## 참고 문헌
1. ↑  E.J. Gaidos, G.W. Henry, S.M. Henry (2000). “Spectroscopy and Photometry of Nearby Young Solar Analogs”. 《Astronomical Journal》 120: 1006–1013. doi:10.1086/301488.
2. ↑  E.J. Gaidos, G. Gonzalez (2002). “Stellar Atmospheres of Nearby Young Solar Analogs”. 《New Astronomy》 7: 211–226. doi:10.1016/S1384-1076(02)00108-2.
3. ↑  E. Gaidos, C. Koresko (2004). “A Survey of 10-Micron Silicate Emission from Dust around Young Sun-Like Stars”. 《New Astronomy》 9: 33–42. doi:10.1016/j.newast.2003.07.002.

## 같이 보기
- 가까운 밝은 별 목록